# Из воспоминаний Ийона Тихого
«Из воспоминаний Ийона Тихого» — цикл фантастических рассказов Станислава Лема, посвящённых приключениям вымышленного героя — космонавта Ийона Тихого. Написаны с характерным для Лема юмором, содержат элементы пародии на штампы фантастики, при этом рассматривают серьёзные вопросы науки, социологии, философии.
Цикл состоит из 9 рассказов, посвященным приключениям И.Тихого на Земле (кроме «Спасем Космос!»)

## Содержание
Истории, которые были рассказаны Ийоном Тихим в кругу друзей и были записаны профессором Тарантогой (согласно сюжету):
- I, или «Странные ящики профессора Коркорана» (пол. Ze wspomnień Ijona Tichego. I или Dziwne skrzynie profesora Corcorana, 1960) — рассказ про изобретателя, смоделировавшего мир на компьютере, где были свои жители и свои законы физики, химии и психологии.
- II, или «Изобретатель вечности» (пол. Ze wspomnień Ijona Tichego. II или Wynalazca wiecznosci, 1960, в переводе также: «Открытие профессора Декантора», «Бессмертная душа») — рассказ про изобретателя, нашедшего возможность обессмертить сознание человека, обрекши на мучительное бессмертие лишением возможности общения с внешним миром
- III, или «Проблема изобретателя» (пол. Ze wspomnień Ijona Tichego. III или Kłopoty wynalazcy, 1960, в переводе также «Профессор Зазуль») — рассказ про изобретателя, который клонировал сам себя (экранизация «Профессор Зазуль» (польск. Profesor Zazul). Польша, 1965)
- IV (1961, в переводе также: «Мольтерис» «Пропавшая машина времени») — рассказ про одного из первых изобретателей машины времени, который перемещаясь в будущее сам состарился.
- «V (Стиральная трагедия)» (пол. Ze wspomnień Ijona Tichego. V (Tragedia pralnicza), 1962) — сатирический рассказ про конкурентную борьбу производителей стиральных машин с искусственным интеллектом — фирмами Наддлегга и Снодграсса. Эта конкурентная борьба привела к неожиданным последствиям — роботы начали самостоятельно проникать в различные сферы человеческой жизни. Автор пытается рассмотреть искусственный интеллект с точки зрения законодательства.
- «Клиника доктора Влипердиуса» (пол. Zaklad doktora Vliperdiusa, 1964) — рассказ про психиатрическую лечебницу для роботов.
- «Доктор Диагор» (пол. Doktor Diagoras, 1964) — рассказ про изобретателя, создававшего кибернетических животных, искусственные мыслящие машины, которые потом начали исследовать своего прародителя.

Рассказы, которые профессор Тарантога не записывал:
- «Спасём космос! (Открытое письмо Ийона Тихого)» (пол. Ratujmy kosmos (List otwarty Ijona Tichego, 1964) — сатирический рассказ, где И. С. Тихий возмущается по поводу безответственного отношения людей к природе, к космическому пространству и планетам.
- «Профессор А. Донда» (пол. Profesor A. Dońda, 1973) — сатирическая повесть, записанная клинописью на глине. И. С. Тихого делают виноватым в международных конфликтах, и, ударившись в бега, он знакомится с кибернетиком А. Дондой, который предсказывает «информационный взрыв» — превращение всей информации на всех компьютерах Земли в материю — подобно реально возможному превращению энергии в материю по формуле Альберта Эйнштейна E=mc². Материи при этом прибавилось всего несколько атомов, зато исчезла вся информация со всех электронных носителей Земли, что привело к откату всей цивилизации на пещерный уровень. На протяжении всего рассказа автор рассматривает отклонение от нормы как способ развития.

## Экранизации
Здесь указаны экранизации рассказов только из цикла «Воспоминания Ийона Тихого»
- «Из воспоминаний Ийона Тихого» (нем. Aus den Sterntagebüchern des Ijon Tichy) 1999
- «Из воспоминаний Ийона Тихого 2» (нем. Aus den Sterntagebüchern des Ijon Tichy II) 2000
- Ийон Тихий: Космопилот (нем. Ijon Tichy: Raumpilot). Сериал, 5-я серия «Sabotage» Германия (2007) по мотивам рассказа «Клиника доктора Влипердиуса»
- Профессор Зазуль (пол. Profesor Zazul). Польша, 1965, режиссёр Марек Новицкий, Ежи Ставицкий